# ア・ララーチャ

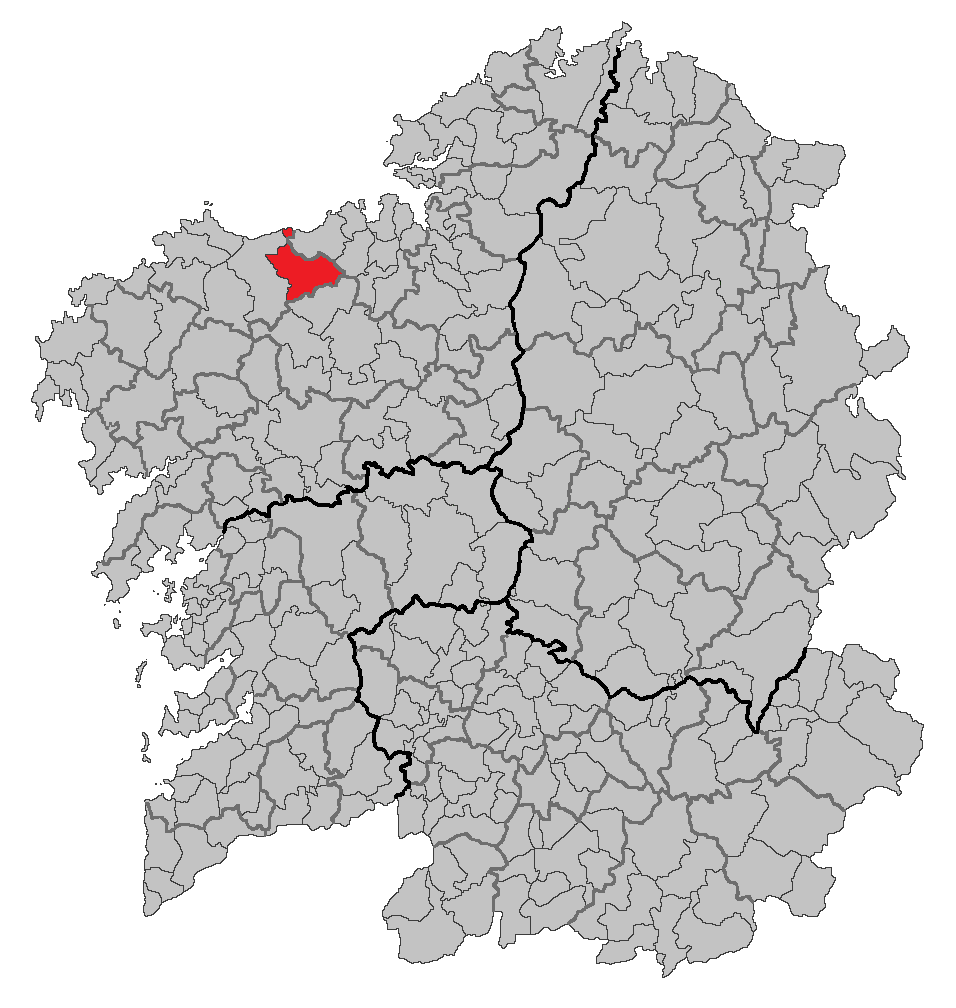

ア・ララーチャ（A Laracha）は、スペイン、ガリシア州、ア・コルーニャ県の自治体、コマルカ・デ・ベルガンティーニョスに属する。ガリシア統計局によると、2011年の人口は11,337人（2009年：11,171人、2006年：10,803人、2005年：10,806人、2004年：10,800人、2003年：10,782人）。住民呼称はlarachés/-esa。カスティーリャ語表記は、定冠詞のないLaracha。
ガリシア語話者の自治体住民に占める割合は98.43％（2001年）。

## 地理
ア・ララーチャはア・コルーニャ県の北部に位置し、コマルカ・デ・ベルガンティーニョスに属する。大西洋に面した北部は飛び地となっており、カルバージョとアルテイショに挟まれている。隣接する自治体は、北がアルテイショ、東がクジェレードと、南がセルセーダ、西がカルバージョとなっている。
ア・ララーチャはカルバージョ司法管轄区に属す。

### 人口
住民は13の教区の248の地区（集落）に居住する。
| ア・ララーチャの人口推移 1900－2010                     |
|                                                         |
| 出典:INE（スペイン国立統計局）1900年 - 1991年、1996年 - |

## 政治
自治体首長はガリシア国民党（PPdeG）のホセ・マヌエル・ロペス・バレーラ（José Manuel López Varela）、自治体評議員はガリシア国民党：13、ガリシア民族主義ブロック（BNG）：2、ガリシア社会党（PSdeG-PSOE）：2となっている（2011年5月22日の自治体選挙結果、得票順）。
| 1999年6月13日自治体選挙 |        |        |          |
| 政党                    | 得票数 | 得票率 | 獲得議席 |
| PPdeG                   | 4,754  | 63.71% | 11       |
| PSdeG-PSOE              | 1,664  | 22.30% | 4        |
| BNG                     | 996    | 13.35% | 2        |

| 2003年5月25日自治体選挙 |        |        |          |
| 政党                    | 得票数 | 得票率 | 獲得議席 |
| PPdeG                   | 5,162  | 65.99% | 12       |
| BNG                     | 1,306  | 16.70% | 3        |
| PSdeG-PSOE              | 1,256  | 16.06% | 2        |

| 2007年5月27日自治体選挙 |        |        |          |
| 政党                    | 得票数 | 得票率 | 獲得議席 |
| PPdeG                   | 4,878  | 62.11% | 11       |
| PSdeG-PSOE              | 1,397  | 17.79% | 3        |
| BNG                     | 1,377  | 17.53% | 3        |
| TEGA                    | 140    | 1.78%  | 0        |

| 2011年5月22日自治体選挙 |        |        |          |
| 政党                    | 得票数 | 得票率 | 獲得議席 |
| PPdeG                   | 5,407  | 71.87% | 13       |
| BNG                     | 1,039  | 13.81% | 2        |
| PSdeG-PSOE              | 952    | 12.65% | 2        |

## 教区
ア・ララーチャは13の教区に分けられている。
- カボビラーニョ（サン・ロマン）
- カイオン（サンタ・マリーア・ド・ソコーロ）
- コイロ（サン・シアン）
- エルボエード（サンタ・マリーア）
- ゴルマール（サン・ビエイト）
- レマイオ（サンタ・マリーニャ）
- レンド（サン・シアン）
- レストン（サン・マルティーニョ）
- モンテマイヨール（サンタ・マリーア・マダレーナ）
- ソアンドレス（サン・ペドロ）
- ソウトゥージョ（サンタ・マリーア）
- トラス（サンタ・マリーア）
- ビラーニョ（サンティアーゴ）